# Piroshomlokú afropapagáj
A piroshomlokú afropapagáj (Poicephalus gulielmi), korábban kongópapagáj, a madarak osztályának papagájalakúak (Psittaciformes) rendjébe, a papagájfélék (Psittacidae) családjába és a jákópapagáj-formák (Psittacinae) alcsaládjába tartozó faj.

## Előfordulása
Afrikában, Angola, Libéria, Kamerun, Kenya és a Közép-afrikai Köztársaság területén honos. Erdők és esőerdők lakója.

## Alfajai
- Poicephalus gulielmi gulielmi (Kongói piroshomlokú afropapagáj) 
 A Kongó folyó mentén honos, de megtalálható betelepített madárként Puerto Rico szigetén is.
- Poicephalus gulielmi massaicus (Reichenow piroshomlokú afropapagáj) 
 Észak-Tanzánia és Dél-Kenya.
- Poicephalus gulielmi fantiensis (Neumann piroshomlokú afropapagáj) 
 Libéria és Ghána délnyugati része.

## Megjelenése
Testhossza 26-28 centiméter. A madár tollruhája zöld, a homloka, a szárnyorma és a combok narancsvörös színűek, kantára, álla és a fültájék sötétbarna.

## Életmódja
Csapatokban keresgéli dióból, bogyókból, gyümölcsökből, magvakból, virágokból és rovarokból álló táplálékát.

## Szaporodása
Magas fákon fészkelnek. Fészekalja 3-4 tojásból áll, melyen 26 napig kotlik. A fiókák kirepülési idő 9-10 hét.
|  |  |

## Külső hivatkozás
- Képek az interneten a fajról